# Admiral Graf Spee
De Admiral Graf Spee, vaak kortweg Graf Spee genoemd, was het derde schip van de Deutschlandklasse. Het werd in 1934 in Duitsland te water gelaten en was genoemd naar admiraal Graf Maximilian von Spee uit de Eerste Wereldoorlog. Het schip was op zee bij het uitbreken van de Tweede Wereldoorlog en vernietigde in de eerste maanden van de oorlog negen koopvaarders. In december 1939 werd het schip door een Britse jachtgroep opgespoord en tijdens de Zeeslag bij de Río de la Plata zwaar beschadigd zodat het een neutrale haven van Montevideo moest aanlopen voor herstellingen. De Graf Spee kon echter niet meer tijdig gerepareerd worden, mocht niet meer in de neutrale haven blijven en uiteindelijk zag de kapitein geen andere oplossing dan zijn eigen schip tot zinken te brengen.

## Ontwerp
Het schip was snel, had een grote actieradius en was ondanks zijn betrekkelijk geringe afmetingen bewapend met zware 28 cm kanonnen, maar wel met maar twee drieling geschuttorens. Het schip was ontworpen om met zijn 280 mm-kanonnen sterker te zijn dan snellere schepen en met zijn 28,5 knopen sneller dan sterkere schepen en dit bijna binnen de beperkingen van het Verdrag van Versailles tot 10 000 ton. De romp was gelast in plaats van geklonken en de voortstuwing was met dieselmotoren in plaats van stoomturbines.

## Inzet
De Graf Spee vocht mee in de Spaanse Burgeroorlog en was tot 1938 het vlaggenschip van de Duitse vloot. 

### Handels raider
Anticiperend op een eventuele Brits-Franse reactie op de geplande Duitse invasie in Polen, begon de bevelhebber van de Duitse Kriegsmarine Erich Raeder reeds vanaf 3 augustus 1939 zijn handelsraiders en hun bevoorradingsschepen te ontplooien. Op 21 augustus 1939 voer dan de Graf Spee onder bevel van Kapitän-zur-See Hans Wilhelm Langsdorff de marinehaven van Wilhelmshaven uit. Op 1 september bevoorraadde de Graf Spee zich voor de eerste keer bij zijn bevoorradingsschip de Altmark ten zuiden van de Canarische Eilanden. Vandaaruit voeren beide schepen naar de zuidelijke Atlantische oceaan. Bij het uitbreken van de oorlog op 3 september behield Hitler nog een paar weken de ijdele hoop dat Frankrijk en Groot-Brittannië zouden inbinden na de Duitse zege in Polen, en in afwachting daarvan verbood hij alle actie van de raiders tegen geallieerde schepen. Op 11 september kon het Arado-196 verkenningstoestel van de Graf Spee de Engelse kruiser HMS Cumberland op tijd ontdekken zodat Langsdorff de vijand kon ontwijken en onopgemerkt bleef. Pas op 26 september werd toestemming gegeven om Britse schepen aan te vallen en drie weken later volgde toestemming voor de Franse schepen.
Langsdorff begon zijn actie op de scheepvaartroute tussen Brazilië en Engeland. Op 30 september vond het verkenningstoestel het eerste slachtoffer, het Britse stoomschip Clement van 5050 GRT. De Arado kon het schip met zijn boordwapens tot stoppen dwingen, waarna Langsdorf het schip volgens het internationaal prijzenrecht tot zinken bracht. Hij nam de bemanning niet gevangen, maar liet ze in hun reddingsboten naar de Braziliaanse kust ontkomen zodat hun berichten de Britse admiraliteit kon alarmeren en de Britten de Graf Spee bij Brazilië gingen opsporen. Langsdorff zelf spoedde zich op hoge snelheid naar een ander jachtgebied in oostelijke richting. 

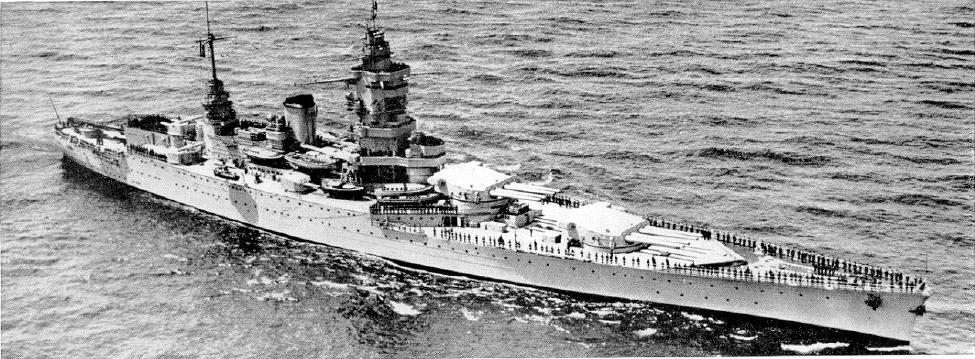
De 2 Franse slagkruisers van de Dunkerque klasse namen deel aan de jacht op de Duitse raiders. Zij waren ontworpen om sneller en sterker te zijn dan de schepen van de Deutschland-klasse

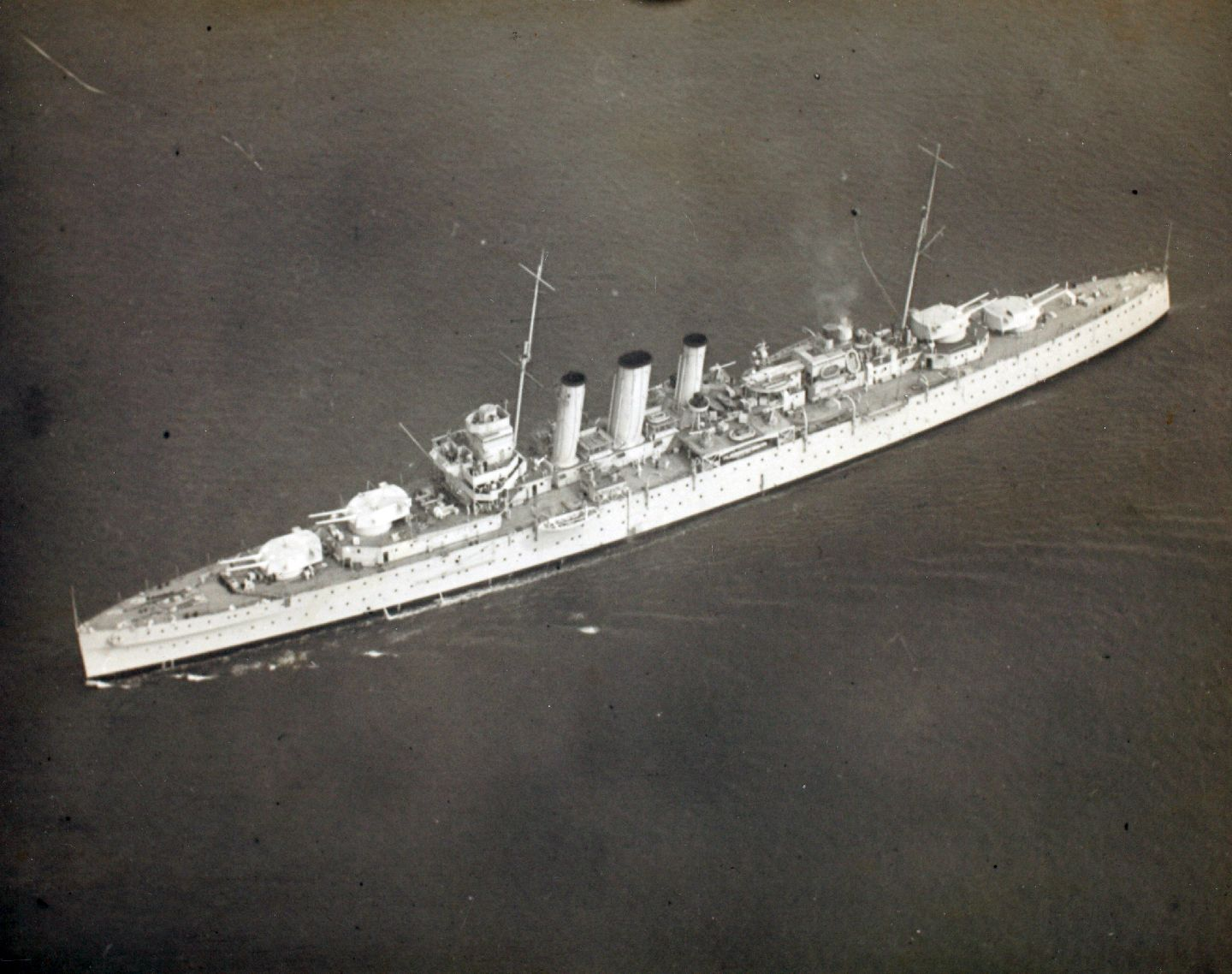
Een Britse County klasse zware kruiser, met zijn typische layout van drie naar achter hellende schoorstenen en vier barbettes met 8 inch kanonnen. Deze kruisers hadden een goede actieradius en waren daardoor zeer geschikt voor de jachtgroepen.

In reactie op deze operaties van de Graf Spee en ook op die van haar zusterschip de Deutschland stelden de Fransen en Britten de volgende jachtgroepen samen:
| naam | schepen | operatie gebied                              |
| ---- | --- | -------------------------------------------- |
| F    | de Britse zware kruisers Berwick en York                                                                           | Noord Atlantische oceaan en Brits-West-Indië |
| G    | de Britse zware kruisers Cumberland en Exeter en de lichte kruisers Achilles en Ajax                               | Zuidoostelijke kust van Zuid-Amerika         |
| H    | de Britse zware kruisers Sussex en Shropshire                                                                      | Kaap de Goede Hoop                           |
| I    | de Britse zware kruisers Cornwall en Dorsetshire, en het vliegdekschip Eagle                                       | Brits-Ceylon                                 |
| K    | de Britse slagkruiser Renown en het vliegdekschip Ark Royal                                                        | Noordoostelijke kust van Zuid-Amerika        |
| L    | de Franse lichte kruisers Gloire, Montcalm en George Leygues, de slagkruiser Dunkerque en het vliegdekschip Béarn. | Brest                                        |
| M    | de Franse zware kruisers Dupleix en Foch                                                                           | Dakar                                        |
| N    | de Franse slagkruiser Strasbourg en het Britse vliegdekschip Hermes                                                | Brits West-Indië                             |

De volgende dagen opereerde de Graf Spee op de scheepvaartroute tussen Freetown en Kaap de Goede Hoop. Tussen 5 oktober en 10 oktober vond ze nog 4 prooien. Na een bevoorrading op 15 oktober door de Altmark hervatte ze de operaties en op 22 oktober bracht de Graf Spee de Trevanion tot zinken. Uit de analyse van radioverkeer kon de Duitse marineleiding opmaken dat de Britse jachtgroepen zich begonnen te concentreren in het jachtgebied van de Graf Spee en om confrontaties te vermijden beval de marineleiding Langsdorff zijn operatiegebied naar de Indische oceaan te verleggen. Na nog een bevoorrading door de Altmark op 28 oktober rondde de Graf Spee de kaap op 3 november. De Duitse raider zocht eerst 10 dagen lang vruchteloos op de routes tussen de kaap en Australië en Indië vooraleer koers te zetten naar de Straat van Mozambique. Daar kon hij de kleine kusttanker Africa Shell tot zinken brengen. Zijn aanwezigheid werd ontdekt en nu de Indische oceaan in rep en roer stond keerde Langsdorff prompt terug naar de Zuidatlantische oceaan. Tussen 23 en 30 november voerde het schip op zee een machineonderhoud uit, maar de machines waren eigenlijk aan een groot onderhoud toe dat alleen in Duitsland uitgevoerd kon worden. Langsdorff besloot daarom de missie af te breken en naar Duitsland terug te keren. Maar nu hij op terugweg ging leek het hem aanvaardbaar om wat schade te riskeren en hij besloot, tegen zijn uitdrukkelijke orders in, geen gevecht meer uit de weg te gaan. Langsdorff wilde eerst nog een grote slag slaan vooraleer terug te keren want eens terug in Duitsland was het moeilijk te voorspellen wanneer en of er nog een volgende raid georganiseerd kon worden. Hij besloot koers te zetten naar de druk bevaren scheepsroute op de monding van de Rio de la Plata, waar volgens inlichtingen een paar grote Britse koopvaarders gereed lagen om uit te varen naar Engeland. Op de weg daarnaartoe maakt de Graf Spee nog drie slachtoffers: Op 2 december het grote vrachtschip Doric Star, de volgende dag het stoomschip Tairoa en ten slotte op 7 december het vrachtschip Streonshalh. Op 6 december gebeurde de laatste bevoorrading, De Altmark neemt de meeste gevangen bemanningsleden van de Britse koopvaarders over van de Graf Spee.

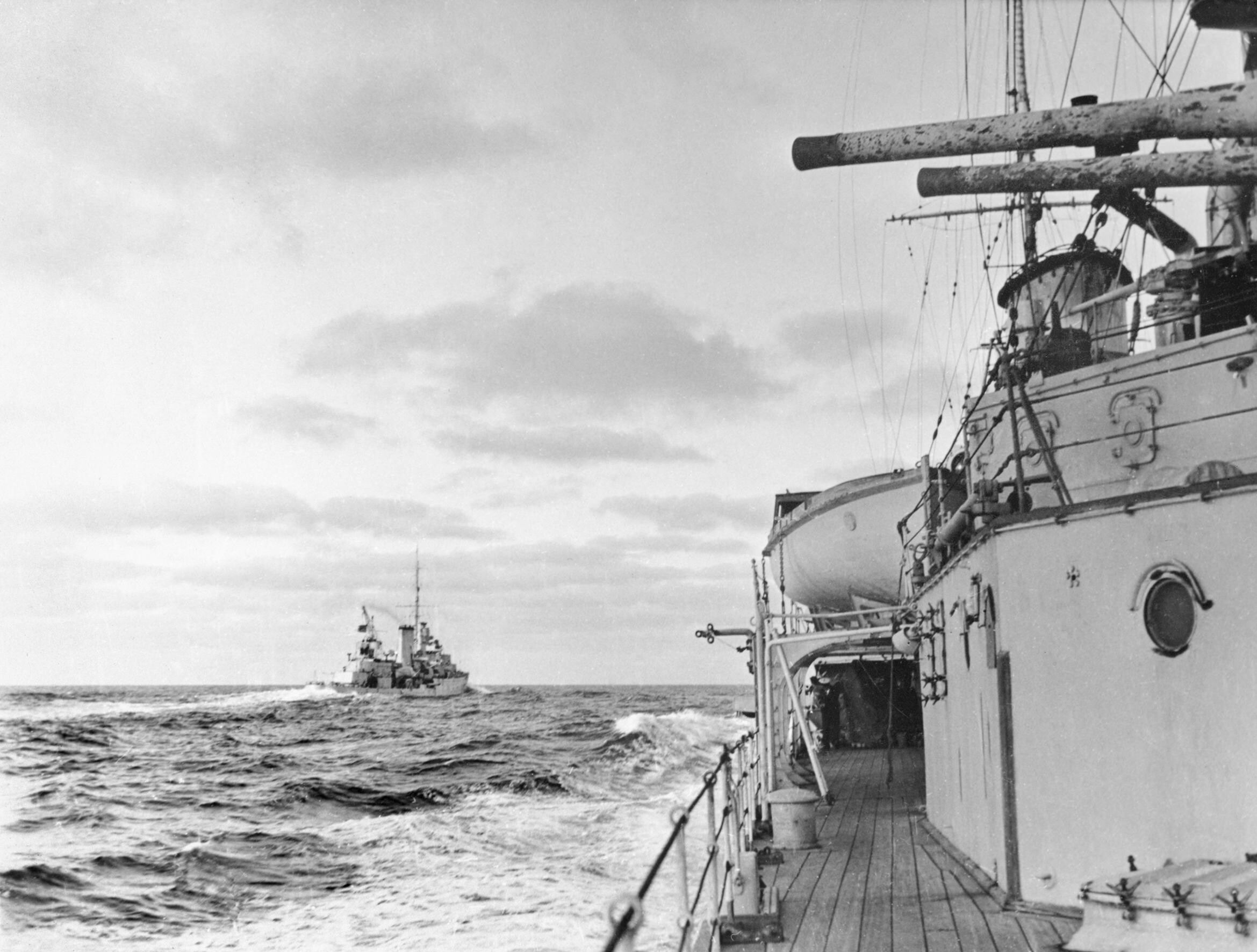
De kruiser Achilles, gezien vanaf de Ajax, gedurende de slag bij de Rio de la plata

### Slag bij Rio de la Plata
Reeds bij het ontvangen van noodseinen van de Doric Star, vermoedde de bevelhebber van Jachtgroep G, commodore Henry Harwood dat de Graf Spee koers zou zetten naar de drukke scheepsroute nabij de havens van Buenos Aires en Montevideo. De grootste kruiser van zijn groep, de Cumberland was in kort onderhoud op de Falkland eilanden, maar hij concentreerde zijn drie andere kruisers Exeter, Ajax en Achilles voor de monding van de Rio de la Plata. Het enige verkenningsvliegtuig van de Graf Spee was gedurende de operaties van de voorbije week buiten gebruik geraakt en zodoende kon geen verkenning gevlogen worden. Op 13 december 1939 werd Langsdorff dan ook verrast door de aanwezigheid van Britse oorlogsbodems. Op grote afstand meende hij slechts één lichte kruiser met twee torpedobootjagers te ontdekken en conform zijn besluit om geen confrontatie meer uit de weg gaan draaide de Graf Spee niet op tijd af. Wanneer Langsdorff zich realiseerde dat de drie schepen allemaal kruisers zijn, was het te laat om het gevecht te vermijden.
In het begin van het gevecht bewees zich het concept van het vestzak-slagschip: de zware kanonnen van de Graf Spee konden de Exeter treffen zonder dat de kruisers veel weerwerk konden bieden. Maar de Britse kruisers liepen snel in en begonnen ook treffers te plaatsen. De pantsering van de Graf Spee bleek niet efficient genoeg tegen kanonvuur van de kruisers: vooraleer de Exeter buiten gevecht gesteld werd kon hij een treffer op de Graf Spee plaatsen die door het pantser heen een vitaal deel van de aandrijving beschadigde. De andere twee kruisers bleven aanvallen en konden ook treffers plaatsen. Hun actie verhinderde dat de Graf Spee de Exeter afmaakte. De Graf Spee moest zijn vuur verdelen over de drie aanvallers en kon ook de andere twee kruisers treffen, maar stilaan raakte de munitievoorraad gevaarlijk uitgeput en door zijn inferieure snelheid kon hij de kruisers niet afschudden. De Graf Spee kreeg in totaal twintig treffers die de gevechtswaarde van het schip slechts licht schaadden, maar het wel onmogelijk maakten om de lange reis naar Duitsland verder te zetten. Langsdorff besloot een haven aan te lopen om de noodzakelijk reparaties te laten uitvoeren en probeerde het gevecht af te breken en zette koes naar de neutrale haven Montevideo. De Ajax en de Achilles bleven de Graf Spee achtervolgen en bleven voor de toegang van Montevideo patrouilleren.

### Montevideo

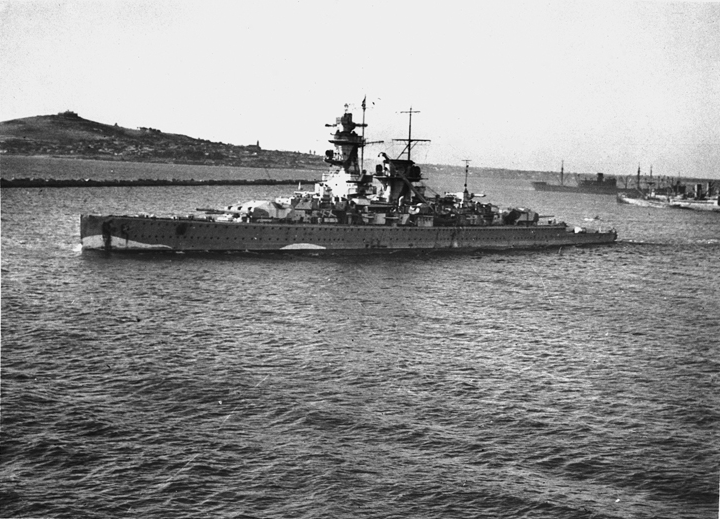
De beschadigde Graf Spee in Montevideo

De twee Britse kruisers hielden de wacht aan de monding van de rivier, terwijl de Graf Spee provisorisch werd hersteld van de opgelopen averij. De gevangen Britse bemanningsleden van gekelderde koopvaardijschepen die nog aan boord waren kwamen vrij. De Duitsers begroeven hun doden onder massale belangstelling. Kapitein Langsdorff verzocht bij de regering van Uruguay om twee weken tijd om zijn schip weer zeewaardig te maken, maar die hield zich op aandrang van de Britse ambassadeur aan de bepalingen uit het Verdrag van Den Haag betreffende de positie van neutrale mogendheden en gaf kapitein Langsdorff slechts 24 uur de tijd zijn schip op te lappen en de haven te verlaten. De Britse ambassadeur wilde de Graf Spee zo snel mogelijk de haven uitkrijgen zodat zo weinig mogelijk reparaties uitgevoerd konden worden en het schip afgemaakt kon worden door het Brits eskader. Maar eigenlijk waren de rollen omgekeerd: de Ajax is ook zwaar beschadigd en alleen de kruiser Cumberland kon snel als versterking aangevoerd worden. Zolang er geen verdere versterkingen opdaagden vreesde Harwood dat het Duitse schip de kruisers kon verslaan en ontsnappen. De Britse ambassadeur veranderde het geweer van schouder en gebruikte nu een ander artikel van datzelfde Verdrag van Den Haag om de Graf Spee in de haven te houden: wanneer een handelsschip een neutrale haven verlaat moet elk belligerent oorlogschip in diezelfde haven 24 uur wachten om ook te mogen uitlopen. Dus liep een Brits schip en later een Frans schip de haven van Montevideo uit en moest - volgens het Verdrag van Den Haag - de Graf Spee nog tweemaal 24 uur wachten alvorens de haven te verlaten, dus in totaal 72 uur.
De Britten voerden een staaltje bluf op door het nieuws te verspreiden dat het eerder aangeslagen eskader inmiddels met een aantal nieuwe oorlogsschepen versterkt was. In werkelijkheid was alleen de zware kruiser HMS Cumberland vanuit de Falklandeilanden aangekomen. Andere oorlogsschepen waren nog onderweg.
Kapitein Langsdorff overlegde met Berlijn drie opties:
1. Internering in Uruguay
2. Proberen vechtend door te breken naar Buenos Aires
3. Het schip zelf tot zinken brengen

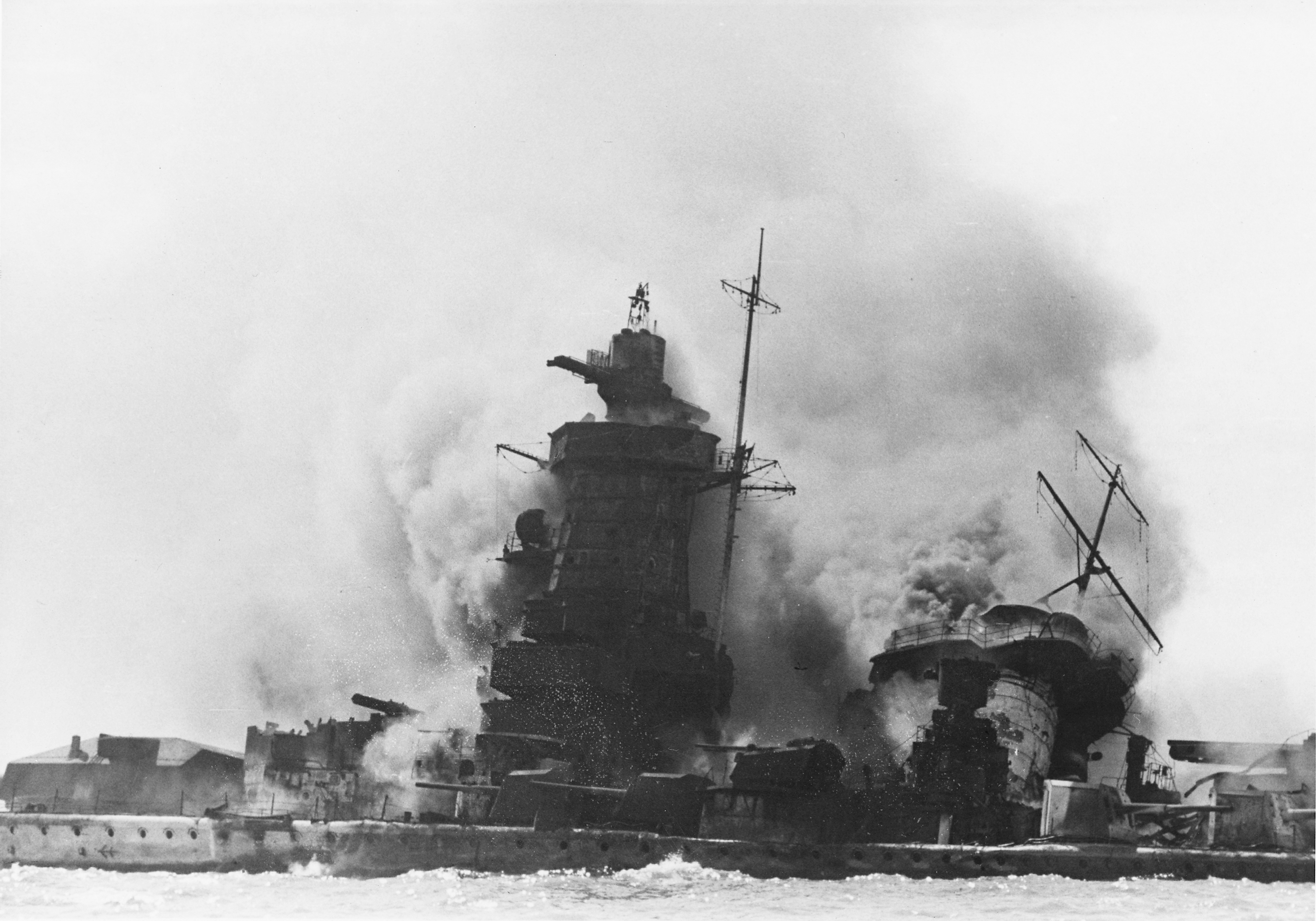
De Admiral Graf Spee wordt tot zinken gebracht

De admiraliteit weigerde internering in Uruguay, omdat dan de militaire geheimen van het schip en mogelijk het schip zelf in geallieerde handen zouden vallen als Uruguay zich bij de geallieerden aansloot. Vechtend uitbreken naar Buenos Aires leek kansloos: in het ondiepe water kon het schip niet manoeuvreren om tegen de wachtende Britse schepen te vechten. Bovendien had het schip reeds veel van zijn 280 mm granaten in het eerdere gevecht verschoten.
Kapitein Langsdorff besloot de bemanning te sparen en het schip zelf tot zinken te brengen. 

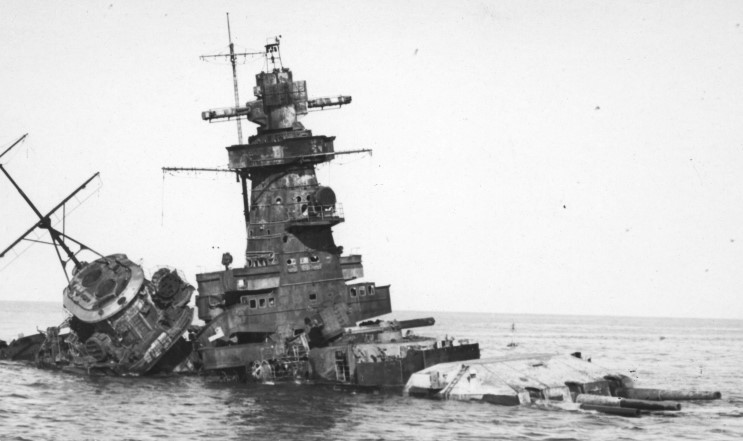
Het wrak van de Graf Spee bleef gedeeltelijk boven water. De Seetakt radar aan de telescopische afstandsmeter op de top van de gevechtstoren is duidelijk te herkennen. Nadat de brand aan boord gedoofd was konden de Britten het wrak inspecteren en vonden belangrijke info over de Duitse radar.

Op 17 december voer het schip om 18.15 uur onder grote belangstelling vanaf de oevers uit met maar 40 man aan boord. Drie mijl uit de kust, maar nog wel in het estuarium van de rivier, liet Langsdorff de springladingen van drie ontmantelde torpedo's in de munitiemagazijnen van het schip op scherp stellen. De bemanning stapte over op een vrachtschip naar Buenos Aires. Kapitein Langsdorff wilde op zijn schip blijven, maar de bemanning overreedde hem mee naar Buenos Aires te varen. Om 19.52 uur explodeerden twee van de drie springladingen. De Graf Spee brandde drie dagen en zonk ten slotte in acht meter diep water. Britse duikers doken naar het wrak op zoek naar nuttige militaire informatie, maar alle bruikbare apparatuur was met handgranaten vernield.
De Duitse bemanning werd in Buenos Aires aan land gezet. Langsdorff bepleitte bij de autoriteiten dat zijn mannen schipbreukelingen waren en kreeg als compromis gedaan dat ze bij Duitse gezinnen mochten verblijven. Langsdorff legde zich op 20 december in zijn hotelkamer symbolisch op de vlag van de Graf Spee en schoot zich met zijn dienstwapen door het hoofd. Hij werd onder grote belangstelling begraven.

## Nasleep
Sommige bemanningsleden ontsnapten met hulp van de Argentijnen en vochten verder voor Duitsland. Vele nazaten wonen nog steeds in Argentinië en herdenken jaarlijks de ondergang van het schip. Ze leggen bloemen op het graf van Langsdorff, die de bemanning het leven gered had. Adolf Hitler was woedend over de lafheid in het zicht van de vijand. De weduwe van Langsdorff kreeg geen vol pensioen. Grootadmiraal Erich Raeder vaardigde een bevel uit, dat Duitse schepen met volle inzet moesten vechten tot de laatste granaat en zegevieren of met wapperende vlag ten onder gaan.

## Bergingspoging
In februari 2004 werd met de berging van het wrak begonnen, maar wegens het slechte weer moest men al snel opgeven. In februari 2006 werd de bronzen adelaar, die de achtersteven van het schip sierde, gelicht. De swastika werd met een geel zeil afgedekt. Een afstandsmeter werd geborgen en tentoongesteld. Het anker is verwerkt in een herdenkingsmonument.